# Florian Fricke
Florian Fricke (ur. 23 lutego 1944 w Lindau (Bodensee) nad Jeziorem Bodeńskim, zm. 29 grudnia 2001) – niemiecki pianista i kompozytor, twórca zespołu Popol Vuh, był pierwszym niemieckim muzykiem używającym modularnego syntezatora Mooga.

## Albumy
Solo:
- 1983 Die Erde und ich sind Eins
- 1991 Florian Ficke Spielt Mozart

Z Popol Vuh:
- 1970 Affenstunde
- 1971 In den Gärten Pharaos
- 1972 Hosianna Mantra
- 1973 Seligpreisung
- 1974 Einsjäger & Siebenjäger
- 1975 Das Hohelied Salomos
- 1976 Letzte Tage – Letzte Nächte
- 1979 Die Nacht Der Seele - Tantric Songs
- 1981 Sei Still, Wisse Ich Bin
- 1982 Agape – Agape
- 1985 Spirit Of Peace
- 1991 For you & me
- 1995 City Raga
- 1997 Shepherd's Symphony
- 1998 Messa di Orfeo